# Chipilo
Chipilo, oficialment Chipilo de Francisco Javier Mina, és una petita ciutat de 3.000 habitants, localitzada a 12 quilòmetres al sud de la ciutat de Puebla, a Mèxic, i dins el municipi de San Gregorio Atzompa. Fundada com a colònia d'immigrants italians, la llengua pròpia i majoritària de la ciutat, és el vènet.

## Història
La ciutat va ser fundada el 2 d'octubre, 1882 per un contingent d'immigrants provinents de la regió septentrional del Vèneto, la majoria de Segusino i dels pobles propers de la província de Treviso. En aquest sentit, la immigració italiana a Chipilo difereix d'altres onades migratòries a Mèxic i a Llatinoamèrica que provenien de les regions del sud d'Itàlia, amb les notables excepcions del Rio Grande do Sul al Brasil, i Córdoba, a l'Argentina.
Els immigrants van emigrar cap a Mèxic a la recerca de terres fèrtils i fugint de la pobresa que assolava la regió del Vèneto en aquella època, després de la inundació del Piave el 1881. Poc després de la inundació van arribar a la regió vèneta de Segusino dues companyies italianes amb la intenció de reclutar famílies per emigrar a Amèrica, principalment a Mèxic, en un programa del president mexicà Porfirio Díaz per promoure la immigració europea, emulant les polítiques migratòries de l'Argentina i el Brasil. El govern mexicà va oferir-los terres, eines i bestiar a crèdit, que havien de pagar en un lapse no major de deu anys. Els colons es comprometien a cobrir el deute i no podien sortir de la colònia sense el permís del govern fins que l'haguessin pagat tot, la qual cosa, conjuminada a la situació geogràfica de la colònia, va produir un aïllament dels colons de la resta de les comunitats mexicanes. D'acord amb la tradició oral, i als testimoniatges escrits de l'època, no els van ser assignades les terres originals, ans van rebre terres molt poc fèrtils. La pobresa subsegüent va obligar a molts residents a treballar com a peons o pagesos d'altres finques mexicanes, i alguns van retornar a Itàlia. Tan bon punt la colònia va ser transformada, legalment, en ciutat, la majoria es van dedicar a la ramaderia. Els seus productes làctics es van tornar famosos en molts llocs de Mèxic, i avui dia una companyia mexicana de productes lactis porta el nom de la ciutat. A més, dues franquícies mexicanes van néixer a Chipilo: gelateria Topolino i la cafeteria The Italian Coffee Company.

## Llengua i cultura
Vegeu també: Vènet
Abans que la ciutat de Puebla absorbís Chipilo, aquesta va estar aïllada la major part del segle xx. Per aquest motiu, a diferència del que ocorreria amb altres immigrants italians que es van establir a Mèxic, els chipileños van conservar llurs tradicions i sobretot llur llengua. Avui dia la gent de Chipilo encara parla la llengua vèneta dels seus besavis, en la modalitat dialectal de Feltre i Belluno. Sorprèn que el dialecte no hagi estat influït gaire per l'espanyol, en comparació de com ha estat d'alterat a Itàlia mateix per l'italià. Encara que el govern de l'estat de Puebla, no l'ha reconegut, pel nombre de parlants el dialecte vènet bé podria ser considerat una llengua minoritària a Puebla, ja que el nombre de parlants és superior fins i tot a algunes de les llengües indígenes de Mèxic les quals gaudeixen d'un estatus de protecció i reconeixement oficial.
Diversos lingüistes locals i estrangers han proposat diversos alfabets per al dialecte vènet de Chipilo. Un va ser creat per la lingüista nord-americana Carolyn McKay mentre realitzava la seva investigació de postgrau a la Universidad de las Américas. En va proposar un de basat bàsicament en l'alfabet italià, i va publicar la seva proposta en un llibre titulat Il dialetto veneto di Segusino e Chipilo. Aquest ha estat utilitzat en diverses publicacions fetes pels chipileños, però no ha rebut total acceptació, ja que la majoria prefereix utilitzar l'alfabet espanyol que aprenen a l'escola, encara que aquest no tingui grafies específiques per als sons inexistents en l'espanyol mexicà, com ho són la [z] i la [θ]. Alguns ciutadans locals han suggerit la creació d'un alfabet estandarditzat basat en l'alfabet espanyol. Aquest alfabet és utilitzat en la publicació local d'"Al Nostro", del grupo Vèneti a Chipilo, amb el suport del govern de l'estat de Puebla.